# Belisana flores
Belisana flores es una especie de arañas araneomorfas de la familia Pholcidae.

## Distribución geográfica
Es endémica de la isla de Flores (Indonesia).